# Agustí Vehí
Agustí Vehí Castelló (Figueras, Cataluña; 18 de diciembre de 1958-Figueras, 20 de marzo de 2013) fue un historiador, policía y escritor español en lengua catalana.

## Biografía
Fue licenciado y doctor en Historia por la Universidad Autónoma de Barcelona, compaginó su tarea profesional como subinspector en la Guardia Urbana de Figueras, donde ingresó en 1982, con la investigación, la docencia universitaria y los estudios de especialización. Escribió libros de historia moderna y de divulgación y también novelas negras ambientadas en el Ampurdán. Padre de la política Mireia Vehí.

## Novelas
- Abans del silenci (Pagès Editors, 2009).
- Ginesta pels morts. Un blues empordanès (Mare Nostrum, 2010).
- Quan la nit mata el dia (La Magrana, 2011).
- Torn de nit (Alrevés Editorial, crims.cat, 2012)
- Remor de serps (Alrevés Editorial, crims.cat, 2013)

En una entrevista, Vehí expresó que todas sus novelas tienen un rasgos en común: se habla siempre de policía pública, con el papel de la Historia como trasfondo, a menudo el Ampurdán como escenario y el humor.

## Premios
- Premio Ferran Canyameres 2009 por Abans del silenci.[5]
- Premio Crims de Tinta 2011 por Quan la nit mata el dia.[6]

## Premio Memorial Agustí Vehí
Desde 2014 la asociación cultural En Negre, con el objetivo de promover la creación de novela negra en lengua catalana y en memoria del escritor Agustí Vehí, otorga el Premio Memorial Agustí Vehí. La entrega del premio se hace en el Tiana Negra, en Tiana, uno de los festivales literarios más destacados del género negro en Cataluña ideado por el escritor Sebastià Bennasar.